# Semaeopus perinquinata
Semaeopus perinquinata là một loài bướm đêm trong họ Geometridae.